# هرفورد (آلمان)
شهر هرفورددر ایالت نوردراین-وستفالن در کشور آلمان واقع شده‌است.